# Aeroporto di Numea-La Tontouta
L'Aeroporto di Nouméa La Tontouta (in corso: Aeroportu di Nomea a Tuntuta, in francese: Aéroport de Nouméa-La Tontouta, in kanak: Bandara Numéea La Tountoa) è un aeroporto francese situato vicino alla città di Païta nella collettività sui generis della Nuova Caledonia. Esso serve da hub per la compagnia aerea Aircalin. È classificato come aerodromo di Stato.